# Пахипанхаксы
Пахипанхаксы, или щучки (лат. Pachypanchax) — род тропических пресноводных и солоноватоводных рыб из семейства Aplocheilidae отряда карпозубообразных. Обитают на острове Мадагаскар за исключением Pachypanchax playfairii, эндемичной для Сейшел.

## Виды
В роде Pachypanchax выделяют 7 видов:
- Pachypanchax arnoulti Loiselle, 2006
- Pachypanchax omalonotus (A. H. A. Duméril, 1861) — Мадагаскарская щучка[1]
- Pachypanchax patriciae Loiselle, 2006
- Pachypanchax playfairii (Günther, 1866) — Пляйфери, или щучка-пляйфери[1]
- Pachypanchax sakaramyi (Holly, 1928)
- Pachypanchax sparksorum Loiselle, 2006
- Pachypanchax varatraza Loiselle, 2006